# Državna cesta D55
D55 je državna cesta u Hrvatskoj. Ukupna duljina iznosi 48,6 km.